# Fehérsapkás papagáj
A fehérsapkás papagáj (Pionus senilis) a madarak osztályának papagájalakúak (Psittaciformes) rendjébe és a papagájfélék (Psittacidae) családjába tartozó faj.

## Rendszerezése
A fajt Johann Baptist von Spix német biológus írta le 1824-ben, a Psittacus nembe Psittacus senilis néven.

## Előfordulása
Mexikó, Belize, Costa Rica, Guatemala, Honduras, Nicaragua és Panama területén honos. Természetes élőhelyei a szubtrópusi vagy trópusi síkvidéki és  hegyi esőerdők, száraz szavannák, valamint szántóföldek és másodlagos erdők. Állandó, nem vonuló faj.

## Megjelenése
Átlagos testhossza 24 centiméter, testtömege 193-229 gramm.
|  |

## Szaporodása
Fészekalja 3-6 fehér tojásból áll.

## Természetvédelmi helyzete
Az elterjedési területe rendkívül nagy, egyedszáma ugyan csökken, de még nem éri el a kritikus szintet. A Természetvédelmi Világszövetség Vörös listáján nem fenyegetett fajként szerepel.